# Mikael Beckman-Thoor
Mikael Beckman-Thoor född 16 maj 1959 i Katarina församling i Stockholm, är en svensk konstnär.
Beckman-Thoor utbildade sig vid Kungliga Konsthögskolan i Stockholm, där han sedan 1988 har arbetat. På Konsthögskolan har han bland annat undervisat i al fresco-måleri och mosaik. Han har även medverkat till att bygga upp högskolans videoavdelning, där han är adjunkt. Beckman-Thoor har även varit verksam som kompositör, scenograf och ljudtekniker; bland annat har han skrivit musik till Åsa Sjöströms kortfilm En liten film för mina systrar (1992) och Jockum Nordströms kortfilm I sin ensamhet (1998).